# 31É busz (Budapest)
A budapesti 31É jelzésű éjszakai autóbusz a Boráros tér és Pesterzsébet, Jahn Ferenc Kórház között közlekedett. A vonalat a Budapesti Közlekedési Rt. üzemeltette.

## Története
1993 novemberében a Lágymányosi híd építése miatt a Markusovszky lejtő környezete építési területté vált, ezért a ferencvárosi villamosok közlekedése jelentősen megváltozott: a Mester utca és Pestszenterzsébet között közlekedő 31É villamos helyett azonos jelzéssel autóbuszjárat indult a Boráros tér és a pacsirtatelepi végállomás között. 1994. február 1-jén útvonala teljesen megváltozott, a Mester utca és a Gubacsi út helyett a Soroksári út – Határ út – Baross utca útvonalon érte el a XX. kerület központját, innen pedig hurokvonalat írt le a 19-es busz útvonalán a Jahn Ferenc Kórházig, majd vissza az 59-es busz útvonalán a Baross utcáig. 2005. szeptember 1-jén megszűnt, útvonalának nagy részén az új 923-as jelzésű busz jár.

## Útvonala
1994 januárjáig
| Pestszenterzsébet, Pacsirtatelep felé | Boráros tér felé |
| --- | --- |
| Boráros tér vá. – Soroksári út – Haller utca – Mester utca – Vágóhíd utca – Soroksári út – Koppány utca – Gubacsi út – Török Flóris utca – Nagysándor József utca – Vörösmarty utca – Előd utca – Pestszenterzsébet, Pacsirtatelep vá. | Pestszenterzsébet, Pacsirtatelep vá. – Előd utca – Török Flóris utca – Székelyhíd utca – Ady Endre utca – Nagysándor József utca – Jókai Mór utca – Határ út – Gubacsi út – Földváry utca – Soroksári út – Vágóhíd utca – Mester utca – Tinódi utca – Soroksári út – Boráros tér vá. |

1994 februárjától
| Pesterzsébet, Jahn Ferenc Kórház felé | Boráros tér felé |
| --- | --- |
| Boráros tér vá. – Soroksári út – Határ út – Baross utca – Tinódi utca – Vágóhíd utca – Előd utca – Külső Vörösmarty utca – Tarcsay utca – Pesterzsébet, Jahn Ferenc Kórház vá. | Pesterzsébet, Jahn Ferenc Kórház vá. – Köves út – Virág Benedek utca – Knézits utca – Nagysándor József utca – Szent Imre herceg utca – Ferenc utca – Topánka utca – Baross utca – Határ út – Soroksári út – Boráros tér vá. |

## Megállóhelyei
1994 januárjában
| 0  | Boráros tér végállomás                      | 24 | 6É, 179É |
| 1  | Haller utca                                 | ∫  |          |
| ∫  | Bokréta utca                                | 23 |          |
| ∫  | Haller utca                                 | 22 |          |
| 2  | Vágóhíd utca (↓) Mester utca (↑)            | 21 |          |
| 3  | Közvágóhíd                                  | 20 | 179É     |
| 4  | Koppány utca                                | ∫  |          |
| 5  | Földváry utca                               | 19 |          |
| 6  | Magyar Gyapjúfonó                           | 18 |          |
| 7  | Kén utca                                    | 17 |          |
| 8  | Illatos út                                  | 16 |          |
| 9  | Timót utca                                  | 15 |          |
| 10 | Lámpagyár                                   | 14 |          |
| 11 | Határ út (↓) Gubacsi út (↑)                 | 13 |          |
| 12 | Török Flóris utca                           | ∫  |          |
| 13 | János tér                                   | ∫  |          |
| 14 | Kossuth Lajos utca                          | ∫  |          |
| ∫  | Ősz utca                                    | 12 |          |
| ∫  | Határ út                                    | 11 |          |
| ∫  | Thököly utca                                | 10 |          |
| ∫  | Kossuth Lajos utca                          | 9  |          |
| ∫  | Szabótelep                                  | 8  |          |
| ∫  | Vécsey utca                                 | 7  |          |
| ∫  | Szent Imre herceg útja                      | 6  |          |
| 15 | Nagysándor József utca                      | 5  |          |
| 16 | Vörösmarty utca                             | ∫  |          |
| 17 | Pöltenberg utca                             | ∫  |          |
| 18 | Klapka utca                                 | ∫  |          |
| 19 | Akácfa utca                                 | ∫  |          |
| 20 | Károly utca                                 | ∫  |          |
| 21 | Ábrahám Géza utca                           | ∫  |          |
| ∫  | Pöltenberg utca                             | 4  |          |
| ∫  | Székelyhíd utca                             | 3  |          |
| ∫  | Wesselényi utca                             | 2  |          |
| ∫  | Frangepán utca                              | 1  |          |
| 22 | Pestszenterzsébet, Pacsirtatelep végállomás | 0  |          |

2005-ben
| 0  | Boráros tér végállomás                      | 22 | 6É, 179É |
| 1  | Haller utca (↓) Dandár utca (↑)             | 20 | 179É     |
| 2  | Vágóhíd utca                                | 19 | 179É     |
| 3  | Közvágóhíd                                  | 18 | 1É, 179É |
| 2  | Földváry utca                               | 17 |          |
| 3  | Beöthy utca (↓) Tagló utca (↑)              | 16 |          |
| 7  | Illatos út                                  | 15 |          |
| 8  | Timót utca                                  | 14 |          |
| 9  | Soroksári út 158., Arzenál Áruház           | 13 |          |
| 10 | Szabadkai út                                | 12 |          |
| 12 | Baross utca (↓) Határ út (↑)                | 11 |          |
| 13 | János utca                                  | 10 |          |
| ∫  | Pesterzsébet, városközpont                  | 8  |          |
| ∫  | Ady Endre utca                              | 7  |          |
| ∫  | Szent Erzsébet tér                          | 6  |          |
| ∫  | Szent Imre herceg utca                      | 5  |          |
| ∫  | Székelyhíd utca                             | 3  |          |
| ∫  | Jósika utca                                 | 2  |          |
| ∫  | Királyhágó utca                             | 1  |          |
| ∫  | Előd utca                                   | 0  |          |
| 15 | Kossuth Lajos utca                          | ∫  |          |
| 16 | Nagysándor József utca                      | ∫  |          |
| 17 | Tinódi utca                                 | ∫  |          |
| 18 | Torontál utca                               | ∫  |          |
| 19 | Wesselényi utca                             | ∫  |          |
| 20 | Bólyai János utca                           | ∫  |          |
| 21 | Előd utca                                   | ∫  |          |
| 22 | Vörösmarty utca                             | ∫  |          |
| 22 | Tarcsay utca                                | ∫  |          |
| 23 | Szent László utca                           | ∫  |          |
| 25 | Pesterzsébet, Jahn Ferenc Kórház végállomás | 0  |          |